# Saint George Sports Club
Saint George FC é um clube de futebol profissional sediado na cidade de Addis Abeba, capital da Etiópia. Fundado em 1979, é o time mais vencedor do Campeonato Nacional, com 27 conquistas.
Venceu também a Copa da Etiópia por o12 vezes e a Supercopa em 16 oportunidades.

## Estádio
Manda suas partidas no Addis Abeba Stadium, com capacidade para 35.000 torcedores.

## Títulos

### Nacionais
- Campeonato Etíope: 31 vezes - 1950, 1966, 1967, 1968, 1971, 1975, 1985, 1986, 1987, 1990, 1991, 1992, 1994, 1995, 1996, 1999, 2000, 2002, 2003, 2005, 2006, 2008, 2009, 2010, 2012, 2014, 2015, 2016, 2017, 2022, 2023
- Copa da Etiópia: 12 vezes - 1952, 1953, 1957, 1973, 1974, 1975, 1977, 1993, 1999, 2009, 2011, 2016
- Supercopa da Etiópia: 16 vezes - 1985, 1986, 1987,1994, 1995, 1996, 1999, 2001, 2002, 2003, 2005, 2006, 2009, 2010, 2015, 2017

### Regionais
- Copa da Cidade de Addis Ababa: 6 vezes - 2007, 2010, 2011, 2013, 2017 e 2019

## Elenco
Nota: Bandeiras indicam equipe nacional, conforme definido pelas regras de elegibilidade da FIFA. Os jogadores podem ter mais de uma nacionalidade não-FIFA.
| N.º |         | Posição | Jogador             |
| --- | ------- | ------- | ------------------- |
|     | Etiópia | G       | Lealem Birhanu      |
| 30  | Quénia  | G       | Patrick Matasi      |
| 12  | Etiópia | D       | Degu Debebe         |
|     | Etiópia | D       | Desta Tura          |
|     | Gana    | D       | Edwin Frimpong      |
|     | Etiópia | D       | Abdulkerim Mohammed |
|     | Etiópia | D       | Salahadin Bargicho  |
|     | Etiópia | D       | Aschalew Tamene     |
|     | Etiópia | D       | Mehari Mena         |
|     | Etiópia | M       | Gadissa Mebrate     |

| N.º |                 | Posição | Jogador         |
| --- | --------------- | ------- | --------------- |
|     | Etiópia         | M       | Abel Endale     |
|     | Etiópia         | M       | Natnael Zeleke  |
|     | Etiópia         | M       | Haider Sherefa  |
|     | Etiópia         | M       | Yabsera Tesfaye |
|     | Costa do Marfim | A       | Zabo Teguy      |
|     | Etiópia         | A       | Ame Mohammed    |
|     | Etiópia         | A       | Abel Yalew      |
|     | Malawi          | A       | Atusaye Nyondo  |
|     | Etiópia         | A       | Getaneh Kebede  |
|     | Etiópia         | A       | Saladin Said    |

## Emprestados
Nota: Bandeiras indicam equipe nacional, conforme definido pelas regras de elegibilidade da FIFA. Os jogadores podem ter mais de uma nacionalidade não-FIFA.
| N.º |          | Posição | Jogador                                  |
| --- | -------- | ------- | ---------------------------------------- |
| 1   | Tanzânia | G       | Ivo Mapunda (emprestado ao African Lyon) |

## Jogadores de destaque
- Teshome Getu
- Anwar Siraj
- Ydnekatchew Tessema
- Fikru Tefera-Lemessa
- Luciano Vassalo
- Italo Vassalo
- Mengistu Worku
- James Omondi
- Denis Onyango
- Geoffrey Sserunkuma